# Sahewamish
Die Sahewamish waren ein im heutigen US-Bundesstaat Washington lebender indianischer Stamm. Dessen Angehörige lebten am südlichen Puget Sound und gehörten kulturell zu den Küsten-Salish.
Dabei waren sie vor allem mit den benachbarten Squaxin verwandt, für die Squaxin Island als Reservat eingerichtet wurde. Verwandtschaftsbeziehungen bestanden darüber hinaus bis in den nördlichen Puget Sound sowie zu Skokomish und Twana. 
Wie die meisten Stämme im Nordwesten, so lebten die Sahewamish zu erheblichen Teilen von Lachs. Namensgeber war das Großdorf Sahéwabc oder Sahéwabsh bei Arcadia.

## Geschichte
Für die Zeit um 1780 schätzt man die Zahl der Sahewamish auf rund 1.200. Nach der schweren Pockenepidemie von 1853 brach ihre Zahl auf nur noch rund 50 zusammen. Das Handbook of American Indians North of Mexico führte die „Sahewamish“ noch 1910, unter Hinweis auf die Gefahr der Verwechslung mit den „Sawamish“ am Hammersly Inlet, auf.
Ursprünglich bewohnten die Sahewamish etwa sechs Dörfer am Nisqually River und am Allister (Medicine) Creek. Darüber hinaus lebten sie verstreut an verschiedenen Buchten und Fjorden, wie der Henderson (South) Bay, der Totten (Oyster) Bay und an Bud, Mud und Hammersley Inlet.